# Cracovia Training Center

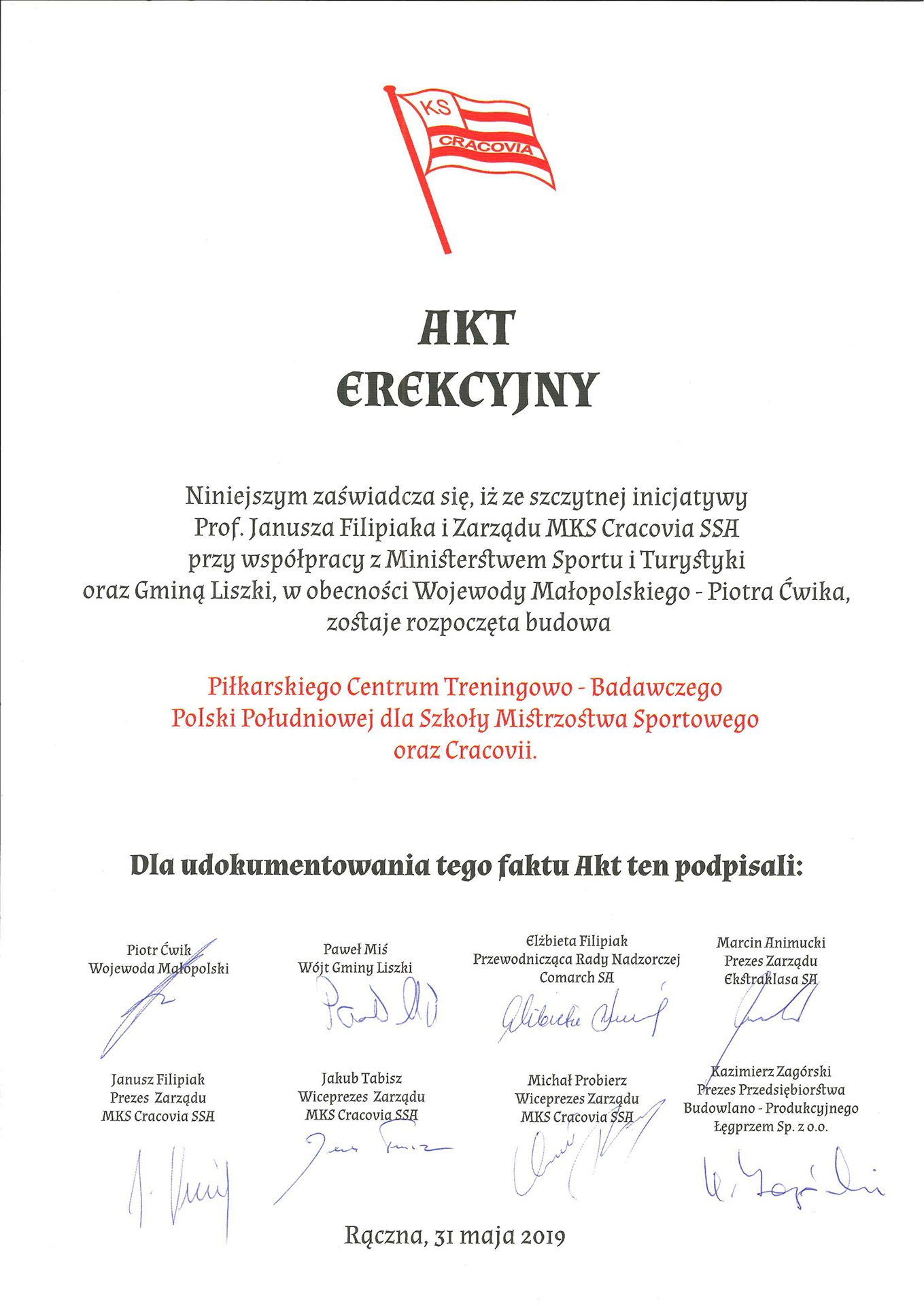
Akt Erekcyjny Cracovia-Rączna

Cracovia Training Center – centrum treningowe Cracovii w Rącznej w gminie Liszki otwarte 4 stycznia 2021 roku. Do dyspozycji jest siedem boisk treningowych, wśród nich cztery pełnowymiarowe boiska trawiaste, jedno pełnowymiarowe ze sztuczną nawierzchnią, boisko z halą pneumatyczną, boisko z podgrzewaną murawą oraz boiska do siatkonogi oraz zaplecze z siłownią, salą do ćwiczeń, odnową biologiczną, gabinetem fizjoterapeutycznym. W skład centrum wchodzi również hotel i restauracja.
Centrum treningowe jest udostępnione dla piłkarzy KS Cracovia, oraz piłkarzy LKS „Strażak” Rączna.

## Historia
14 stycznia 2016 roku gmina Liszki podpisała z Klubem Sportowym Cracovia umowę dzierżawy terenów w Rącznej, której okres wynosi 29 lat i sześć miesięcy. Centrum jest chronione ogrodzeniem, możliwość wejścia na teren upoważnia bilet lub przepustka. Jedno z boisk pełnowymiarowych jest udostępnione dla klubu „Strażak” Rączna.

### Budowa
W 2017 roku rozpoczęły się prace przygotowujące grunt pod budowę obiektu; wyrównanie podłoża, melioracja, wycinka krzewów. 31 maja 2019 roku wmurowano kamień węgielny rozpoczynający budowę ośrodka. W uroczystościach brali udział: wojewoda małopolski Piotr Ćwik, szef Ekstraklasy SA Marcin Animucki, prezes Małopolskiego ZPN Ryszard Niemiec, prezes MKS Cracovia Janusz Filipiak, wójt gminy Liszki Paweł Miś, sołtys Rącznej Krzysztof Krupa, radni, kibicie i mieszkańcy. Generalnym wykonawcą budowy było przedsiębiorstwo Łęgprzem.
Planowano zakończenie inwestycji do końca lipca 2020 roku, jednak z powodu pandemii COVID-19 prace zakończyły się kilka miesięcy później. Koszt całości inwestycji planowano na 38,5 mln złotych. Dofinansowanie ze strony Ministerstwa Sportu i Rozwoju wyniosło 8 mln zł. Ostateczne koszty wyniosły 50 mln złotych.

### Otwarcie
31 grudnia 2020 roku obiekt uzyskał pozwolenie na użytkowanie, a 4 stycznia 2021 roku pierwsza drużyna Cracovii odbyła tam trening oficjalnie inaugurując działalność centrum. Pierwszy mecz na terenie obiektu rozegrano 13 stycznia 2021 roku o 17:05 – Cracovia pokonała w nim Puszczę Niepołomice 3:1 (1:1), a pierwszego gola zdobył Michal Sipľak.
16 marca 2021 roku na profilu internetowym Facebook LKS „Strażak” pojawił się wpis alarmujący, że zawodnicy zostali bez boiska ponieważ Gmina Liszki nie dopilnowała zapisów w umowie o udostępnieniu przez Cracovię miejsca do gry dla „Strażaka”. Rzecznik prasowy Cracovii, Przemysław Staniek odnosząc się do zarzutów odpowiedział, że zostały już ustalone kwestie organizacyjne. Prezes klubu LKS „Strażak” Stanisława Suchan skomentowała, że od listopada 2020 padały zapytania kiedy klub będzie mógł rozpocząć treningi w ośrodku, odpowiedź Cracovii była, że trawiaste boiska jeszcze nie są gotowe do użytku. Po tym sporze 18 marca 2021 roku piłkarze LKS „Strażak” Rączna po raz pierwszy odbyli trening w ośrodku.

## Konstrukcja

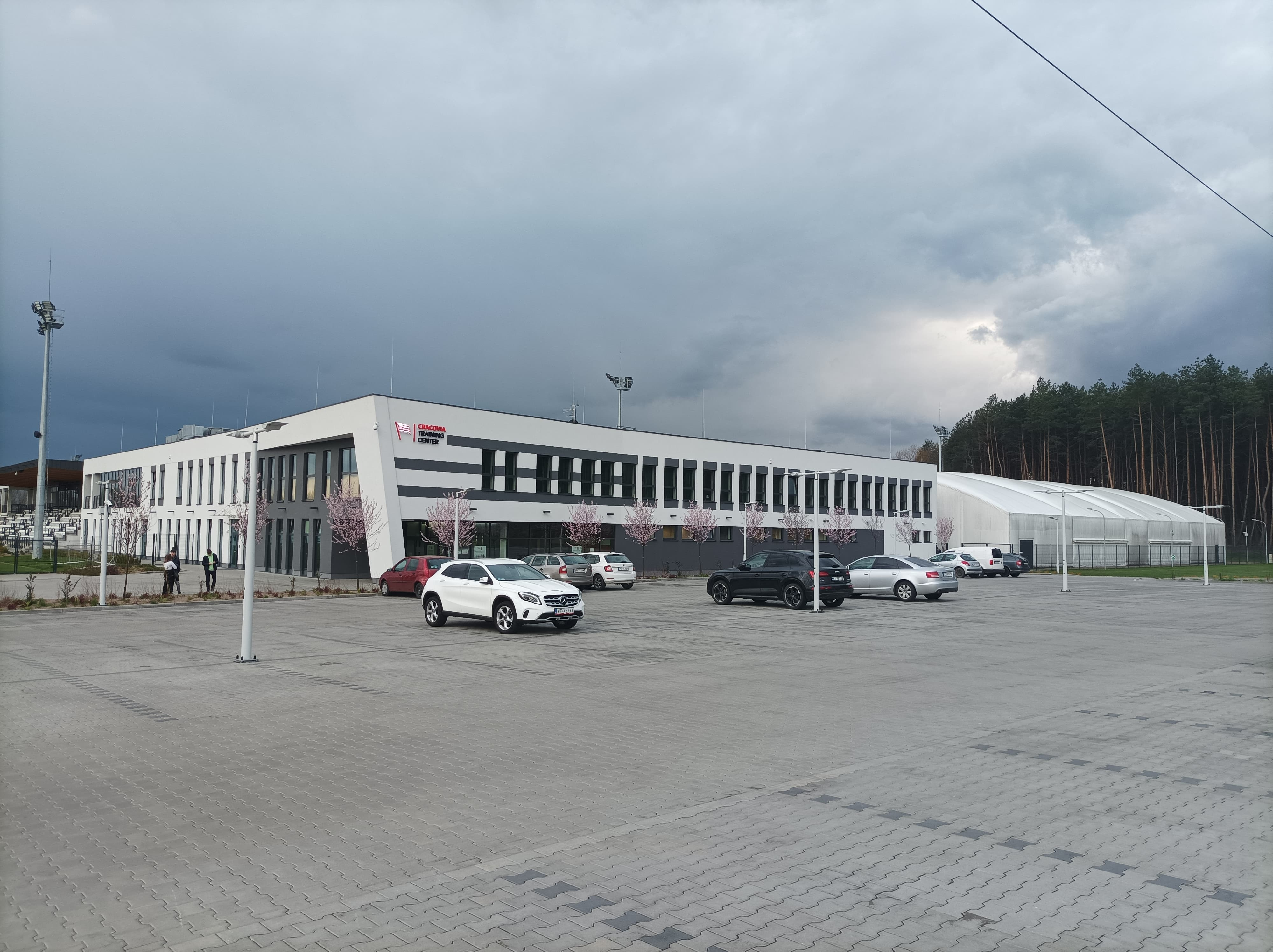
Główne wejście do CTC

Na prawie 9 ha działce, centrum treningowe zajmuje 3000 m² o kubaturze ponad 15 000 m³ w skład którego wchodzą: cztery pełnowymiarowe, w tym dwa oświetlone boiska trawiaste. Jedno pełnowymiarowe, oświetlone boisko trawiaste z podgrzewaną murawą oraz stadionem, które spełnia wymogi licencyjne na III ligę. Jedno pełnowymiarowe, oświetlone boisko ze sztuczną murawą. Oświetlone boisko ze sztuczną nawierzchnią kryte balonem w okresie jesienno-zimowym. Boiska do siatkonogi. Na terenie ośrodka istnieje również kompleksowe zaplecze z siłownią, salą do ćwiczeń, odnową biologiczną, gabinetem fizjoterapeutycznym i terapii manualnej, krioterapią, fizykoterapią, jacuzzi, saunami, basenami, jedenaście szatni, hotel z 25 pokojami, który jest w stanie przyjąć 49 gości, restauracja, centrum konferencyjne, centrum badawcze, które działa na mocy współpracy Cracovii z Akademią Wychowania Fizycznego w Krakowie w zakresie fizjologii sportu. Parking wewnętrzny obejmuje 91 miejsc samochodowych, oraz 4 miejsca dla autokarów. W ramach budowy zasadzono 383 drzew, oraz 1 543m² krzewów.

## Lokalizacja
Ośrodek znajduje się w Rącznej w południowo-zachodniej części gminy Liszki w powiecie krakowskim w województwie małopolskim. 18 km na zachód od centrum Krakowa. Dojazd od strony Liszek ul. Króla Jana III Sobieskiego oraz ul. Czernichowską, które łączą się z drogą wojewódzką nr 780. Dojazd możliwy komunikacją miejską MPK Kraków. Linia 239 łącząca Salwator z Jeziorzanami oraz linia 259 łącząca Salwator z Czernichowem.